# Área ambientalmente frágil
Las áreas ambientalmente frágiles son aquellas en que una pequeña intervención de carácter antrópico puede desencadenar una serie de alteraciones del ecosistema que pueden ser irreversibles. 
Algunas comunidades humanas han vivido en las áreas ambientalmente frágiles durante miles de años, pero otras se han establecido en estas áreas solamente en años recientes. Debido a la fragilidad de los recursos ambientales de estas áreas, las poblaciones humanas normalmente son pequeñas y, a menudo, no han aumentado de tamaño ni densidad durante muchos siglos. A más de ser un grupo reducido, estos moradores, tradicionalmente, constituía poca amenaza para las áreas ambientalmente frágiles, porque sus sistemas de producción eran sustentables y estuvieron dispersados a lo largo de un territorio grande; además, tenían la fuerza necesaria para impedir el ingreso de los intrusos, cazadores legales y otros. Esto está cambiando para cada una de las principales categorías de las áreas, ambientalmente, frágiles. Por tanto, la evaluación ambiental, que debe realizarse antes de cualquier intervención en una de estas áreas, debe considerar los cambios sociales que puedan acompañar a la inversión de desarrollo, y que tengan el potencial para cambiar el acceso y uso de los recursos en las áreas ambientalmente frágiles, como son:.

## Tipos de áreas ambientalmente frágiles

### Bosques
Se considera a los bosques tropicales y templados de las regiones montañosas como ecosistemas frágiles. En parte, los bosques tropicales son frágiles, porque el alto nivel de precipitación anual se concentra en las tempestades cortas pero violentas, de modo que aún las áreas poco inclinadas se exponen a un alto nivel de erosión si no las protege la vegetación. Los bosques templados de las faldas empinadas de las montañas tienen un alto riesgo de erosión. Los bosques que se corten en las zonas propensas a la erosión y otras formas de degradación del suelo, pueden ser regenerados solamente bajo condiciones controladas y a gran costo.
En los bosques las comunidades humanas dependen de la agricultura, recolección de productos del mismo bosque, pesca y caza para la mayor parte de su dieta. Recogen resinas, semillas, nueces, frutas, raíces, fibras y productos medicinales de muchas clases, para ganar dinero. Los cambios sociales introducidos por los proyectos realizados en las áreas frágiles de los bosques, pueden significar el desplazamiento de la gente o variaciones en las políticas y/o recursos forestales que, a su vez, requerirán que las poblaciones que viven allí modifiquen sus modelos de subsistencia o que se implementen asentamientos adicionales.

### Áreas marítimas de la costa
Las áreas marítimas de la costa son algunas de las zonas ambientales biológicamente más productivas del mundo. Incluyen las playas, dunas, esteros, manglares y otros pantanos, humedales y arrecifes de coral. Los esteros, manglares, pantanos y otros humedales constituyen las áreas de reproducción, los criaderos y los hábitat de muchas de las principales especies comerciales de crustáceos y peces, que se consumen en todo el mundo. Las áreas ambientales de la costa son frágiles, porque al ser afectadas por los cambios ambientales, se perjudican fácilmente las complejas cadenas de alimentos y ciclos de vida de las especies. Por eso, al arrojar los desperdicios urbanos e industriales, o afluentes de los químicos agrícolas, si bien se perjudica un área relativamente pequeña, los efectos se sienten en todo el ecosistema.
Los proyectos de desarrollo que pueden tener un efecto negativo sobre las áreas marítimas de la costa, se relacionan, a menudo, con la maricultura, el turismo, las mejoras portuarias, la generación de energía eléctrica mediante represas y estaciones de energía termoeléctrica, la descarga de desperdicios industriales, los afluentes de los químicos y pesticidas agrícolas y el manejo inadecuado de las cuencas. La abundancia de los recursos marinos durante ciertas temporadas va acompañada de una escasez en otras épocas, produciendo el ciclo de "bonanza y quiebra" que caracteriza a las aldeas pesqueras. Por esta razón, las comunidades humanas de las zonas marítimas de la costa, tradicionalmente, explotan no solo el mar, sino también la playa y las áreas que se encuentran tierra adentro, mediante agricultura, caza y recolección. Hasta la mitad de su dieta e ingresos puede provenir de la playa y las áreas de la zona que se encuentran tierra adentro. Las mujeres manejan las comunidades cuando los hombres están trabajando en el mar o tierra adentro, durante los apogeos de los períodos de bonanza y quiebra. Los cambios sociales que acompañan a la inversión en el desarrollo de las áreas marítimas de la costa, toman la forma de restricciones sobre el acceso a una o más de las sub-zonas del área, explotación excesiva de ciertas especies para satisfacer las demandas de los nuevos mercados, desplazamiento de la población y atracción de nuevos asentamientos. El ajuste a estos cambios sociales produce, con frecuencia, impactos ambientales en otras partes de la zona marítima de la costa.

### Terrenos de pasto opraderas
Las tierras con vegetación natural o semi-natural, que proporcionan un hábitat para los rumiantes domésticos y la fauna, en general, se denominan terrenos de pasto. A menudo, la palabra se utiliza indistintamente para describir a las tierras áridas o semiáridas, zonas de arbustos, yermos, sabana y prado. Estas áreas se caracterizan por la baja densidad de la población, por los grupos humanos que dependen principalmente de sus rebaños de ganado doméstico, movilizándose en áreas muy amplias y, por las culturas complejas especialmente adaptadas a las condiciones severas que son propias de las áreas propensas a la sequía.
Los proyectos de desarrollo que afectan a los terrenos de pasto, a menudo, implican el cultivo seco, silvicultura, riego, inactividad y asentamientos, ganadería, producción de leche, turismo y parques de conservación de la fauna. Es una costumbre pensar que los terrenos de pasto son poco utilizados, de modo que posiblemente no se percaten de los efectos sociales a simple vista. Las poblaciones humanas se movilizan dentro de un territorio que muchas veces incluye tierras marginales con recursos pobres que, en la mayoría de los años, no se utilizan; sin embargo, adquieren importancia decisiva durante los años de sequía. Estas áreas pueden contener los "alimentos de hambruna" tradicionales, que se consumen solamente cuando no existe otro recurso para el ganado y la gente hambrienta. A diferencia de las suposiciones populares, en la mayoría de los terrenos de pasto la propiedad de los bienes es muy distorsionada; a menudo, un pequeño porcentaje de las familias controla la mayoría del ganado. Muchas de las comunidades que utilizan los terrenos de pasto son tribus, y los ancianos del clan regulan el derecho al agua y al pastoreo. En otros casos, las fuentes de agua y el pastoreo pueden ser controlados por ciertas familias que tienen la fuerza suficiente para dominar a las demás. Los cambios sociales que, normalmente, se relacionan con las inversiones de desarrollo en los terrenos de pasto son: peores relaciones de tierra/población, exacerbación de las desigualdades económicas, pérdida de territorio y el desplazamiento consiguiente de la población, y, riesgos para la salud que se relacionan con la conversión de los productos de subsistencia, como la leche, y mercancías de consumo urbano. La sedentarización de los pastores migratorios o nómadas lleva, casi invariablemente, al deterioro ambiental y empobrecimiento de la gente afectada.

### Zonas de diversidad biológica única
Muchas zonas de diversidad biológica han permanecido distantes o aisladas de los procesos de desarrollo hasta los años recientes, y, es posible, que sea incompleto el conocimiento de los científicos con respecto a toda la gama de especies que están presentes, y, tal vez, no estén bien definidas las funciones ambientales que cumplen. Por ejemplo, los bosques tropicales proporcionan hábitat para una variedad de especies de plantas, que es mayor que la de cualquier otro ecosistema; sin embargo, solamente una pequeña parte de éstas han sido identificadas, estudiadas sistemáticamente y sujetas a una evaluación de su valor biológico, medicinal y económico. Asimismo, pueden ser consideradas zonas de diversidad biológica, los bosques frágiles, las áreas marítimas de la costa y los terrenos de pasto, que constituyen los hábitat únicos de las especies nativas de plantas y animales que, al mismo tiempo, cumplen funciones ambientales a un costo mínimo o gratis. Las inversiones de desarrollo que introducen los cambios sociales que afectan a las zonas de diversidad biológica única, generalmente, son aquellas que "abren" las áreas anteriormente remotas para la extracción de los recursos y el establecimiento de nuevos asentamientos humanos. Bajo estas circunstancias, el papel del conocimiento local nativo adquiere máxima importancia para la definición de las zonas de diversidad biológica única, y la identificación de los aspectos relacionados con la protección de recursos que podrían ser deteriorados por los proyectos de desarrollo.

### Zonas de recargas de acuíferos
Las zonas de recargas de acuíferos pueden encontrarse tanto en zonas elevadas de montañas, donde la precipitación, en alguna de sus formas, es alta, como en llanuras de poca declividad en cotas intermedias de los diversos sistemas montañosos, con significativas precipitaciones de carácter orográfico. El drenaje de estas áreas puede tener efectos impredecibles en el régimen de caudales de los ríos y en la recarga de los acuíferos.

## Base legal para la protección de estos ecosistemas

### Perú
Es importante mencionar que son reconocidas por la Ley General del Ambiente bajo el término ecosistemas frágiles:
- Ley N° 29763, Ley Forestal y de Fauna Silvestre[2]

Le confiere la autoridad nacional forestal y de fauna silvestre y ente rector del sistema nacional de gestión ambiental y de fauna silvestre al Servicio Nacional Forestal y de Fauna Silvestre.
- Código Penal Peruano.[3]
- Decreto Supremo N° 007-2020-MINAGRI, Decreto Supremo que aprueba el Protocolo de Actuación Interinstitucional para Gestionar y Proteger los ecosistemas incluidos en la Lista Sectorial de Ecosistemas Frágiles.[4]
- Lineamientos para la identificación de Ecosistemas Frágiles y su incorporación en la Lista Sectorial de Ecosistemas Frágiles. [5]
- Decreto Supremo N° 006-2021-MINAM, Aprueban las Disposiciones generales para la gestión multisectorial y descentralizada de los humedales[6]